# Daegu
Daegu (kor. 대구, 大邱, u prijevodu veliko brdo), romaniziran i kao Taegu, četvrti je najveći grad Južne Koreje s 2,5 milijuna stanovnika. Smješten je na jugozapadu zemlje, osamdesetak kilometara od obale Japanskog mora i devedesetak kilometara sjeverozapadno od Busana.
U povijesti je grad imao važnu ulogu u Kraljevstvu Sila, koje je ujedinilo Korejski poluotok. U gradu se nalaze mnogobrojne budističke pagode, parkovi i muzeji, a grad je poznat i po svom međunarodnom opernom festivalu. Četrdesetak klometara zapadno od grada nalazi se nacionalni park Gaya i budistički hram Haeinsa sa zbirkom budističkih tekstova Tripitaka Koreana, koji je 1995. uvršten na popis Unescove svjetske baštine.
Grad je poznat po uzgoju jabuka, lubenica i dudova svilca, a u okolici se uzgajaju tradicionalne ratarske kulture riža, pamuk i duhan. U gradu je razvijena elektronička, metalna (dijelovi za motorna vozila), prehrambena i tekstilna industrija (predionice i tkaonice svile), proizvodnja stakla i pogoni za obradu kože. Grad ima vlastitu međunarodnu zračnu luku, vlastitu podzemnu željeznicu i javni prijevoz. U gradu se nalaze i tri američke vojne baze.

## Šport
U gradu se od 27. kolovoza do 4. rujna 2011. održalo 13. svjetsko prvenstvo u atletici.